# Ямпільський приладобудівний завод

Ямпільський приладобудівний завод — підприємство приладобудвної галузі у місті Ямполі Вінницької області.

## Історія
Завод був створений у 60-ті роки XX століття, як філія на базі Другого Московського приладобудівного заводу через постійне зростання попиту на газовимірювальну продукцію але обмеженість виробничих площ. Велика завантаженість заводу створювала певні труднощі в опануванні нових виробів.
У 1968 році постановою Ради Міністрів СРСР було створено філію «Другого Московського приладобудівного заводу» в м.Ямпіль Вінницької обл. УРСР.
Філія створювалася задля:
- збільшення обсягів виготовлення продукції;
- створення в аграрному районі України промислового підприємства;
- створення підприємства-дублера на випадок можливої війни;
- забезпечення постійної зайнятості населення в регіоні з надлишковими трудовими ресурсами.

На той час місто Ямпіль вважалося «цукровою столицею» СРСР. Основні підприємства в місті і його околицях займалися вирощуванням і переробкою цукрового буряка. Поява у місті підприємства авіаційної галузі промисловості викликала великий ажіотаж серед містян. Початково для розміщення філії було відведено будівлю «призупиненого» з 1961 року винного заводу.
Створення нової філії потребувало від заводу великих інвестицій, а також значних зусиль колективу. Сюди поставляли технологічне оснащення, обладнання, інструмент та верстати. Формування нового виробничого колективу проходило важко. У самій філії проводилися значні будівельні роботи, наново створювалася виробнича інфраструктура. Кілька років поспіль у філію відряджалися цілі бригади провідних фахівців, інженерів, кваліфікованих робітників для налагодження процесів. Формування місцевих кадрів відбувалося поступово. Через деякий час філія почала працювати, але спочатку вона виготовлялла деталі для відправки в Москву і лише поступово опановувалося виготовлення готових виробів. Поступово зростала якість виготовленої продукції.

## Продукція
- Варіометр мембранний  ВР-10М 1980-1992
- Датчик кутів атаки та ковзання ДУАС 1980-1992
- Датчик ДСУ 1м
- Потенціометричні датчики РД і МРД
- Решітка для приготування їжі на пару 1982-1984
- Мановакуметр МВ 20-60, МВ 16 1984-2015
- Захисний автомобільний ковпак 1989-1991
- Водяний електронасос 1989-1999
- Прокладки автомобільні 1990-1991
- Клапан запобіжний 1993-1995
- Насос ножний повітряний 1993-1997
- Замок рейковий накладний 1994-1998
- Лічильник газу роторний побутовий з 1998
- Лічильник газу промисловий ТЕМП з 2001
- Лічильник газу роторний з електронним відліковим пристроєм з 2003
- Насос повітряний електричний з 2004
- Електрокотел побутовий електродний 2006-2009
- Електрокотел побутовий теновий з 2008
- Електрокотел промисловий теновий 2007-2009
- Конвектори «КЕТОН» с 2007
- Лічильники паливних рідин (дослідні зразки) 2017.

Не профільне
- Сівалка ручна для с.г. культур 2003-2006
- Музичні механізми і шкатулки дерев'яні 1988-1992
- Музичні шкатулки пластмасові 1989-1992
- Металеві вішалки для одягу 1989-1991